# أفا أليس موريل أستور
أفا أليس موريل أستور (بالإنجليزية: Ava Alice Muriel Astor)‏ هي نجمة اجتماعية أمريكية، ولدت في 7 يوليو 1902 في نيويورك في الولايات المتحدة، وتوفي بنفس المكان في 19 يوليو 1956.